# Astrangia atrata
Espèce
Statut CITES
Astrangia atrata  est une espèce de coraux appartenant à la famille des Rhizangiidae.